# Confederazione italiana dei lavoratori
La Confederazione italiana dei lavoratori (CIL) è stato un sindacato di ispirazione cristiana tra il 1918 e il 1926. La CIL è considerata la progenitrice della odierna CISL.

## Il movimento cattolico
La presenza organizzata di cattolici nel mondo del lavoro era già attiva con l'Opera dei congressi (1874 - 1904) e famoso fu un suo pronunciamento del VI congresso di Napoli del 1883 "per fronteggiare il socialismo occorre incrementare il movimento cattolico nelle campagne e nel proletariato urbano... migliorare l'organizzazione mutualistica e assistenziale... entrare in concorrenza diretta con le organizzazioni anarchiche e operaiste...". Nel 1891 papa Leone XIII pubblicò l'enciclica Rerum Novarum nella quale si affermava anche il diritto dell'esistenza delle associazioni operaie e contadine, delle casse rurali.

## Le organizzazioni sindacali cattoliche
Dopo la nascita nel 1906 della Confederazione Generale del Lavoro di ispirazione socialista e lo scioglimento dell'Opera dei congressi nacque l'Unione cattolica delle istituzioni economiche e sociali (UES) con una fitta rete di leghe e cooperative e casse rurali, unioni di mezzadri e una serie di segretariati. La presenza cattolica si radicò in modo particolare nel settore tessile. Nel 1915 papa Benedetto XV nominò presidente dell'Unione economico-sociale il faentino conte Carlo Zucchini, il quale si fece garante presso l'autorità ecclesiastica della nascita, avvenuta nel 1918 ad opera del genovese Giovanni Battista Valente, che aveva chiamato come suo segretario, della CIL, Confederazione italiana dei lavoratori. Zucchini invitò con un comunicato tutte le organizzazioni professionali allora aderenti all'U.E.S. ad aderire alla neonata CIL fondata nel 1918 da Ulisse Carbone e Achille Grandi. Giovanni Battista Valente la guidò fino al 1920. Alla presidenza tra il 1920 e il 1922 ci fu Giovanni Gronchi. Ultimo presidente, dal 1922 al 1926 fu Achille Grandi. L'organizzazione raggiunse circa 2 milioni di iscritti.

## Altre personalità della CIL
- Giuseppe Corazzin (Arcade, TV, 4 marzo 1890 - Treviso 18 novembre 1925), sindacalista cattolico veneto, uomo politico italiano.